# ابوزکریا فراء
ابوزکریا، یحیی بن زیاد دیلمی شهرت‌یافته به فَرّاء (۷۶۱–۸۲۳م) زبان‌شناس، تاریخ‌دان، فقیه و نویسندهٔ برجستهٔ عراقی ایرانی‌اصل در سدهٔ دوم هجری بود که بیشتر برای برجستگی‌اش در علم نحو شهرت دارد. از کسایی کبیر و یونس بن حبیب و دیگران دانش آموخت. به بغداد رفت و به مأمون پیوست؛ آموزگاران فرزندانش بود. فرّاء در مسجدی نزدیک خانه‌اش به تدریس می‌پرداخت و مردم به مجالس املای او بسیار گرایش داشتند. او در راه مکه در سال ۲۰۷ق درگذشت.

## آثار
- الحدود: به امر مأمون آن را تألیف نمود. در آن اصول نحو را بیان داشت. نگارش آن به‌دست نسخه‌نویسان دو سال طول کشید. مأمون حجره‌ای به فرّاء در قصرش به او اختصاص داد و امکاناتش را فراهم نمود تا از هرچه وابستگی رها شود و تنها به نگارش این اثر بپردازد.
- معانی القرآن: چهار جزء، در تفسیر قرآن است.
- البهی یا البهاء: برای عبدالله بن طاهر نگاشت.
- المشکل الکبیر
- المشکل الصغیر
- مصادر فی القرآن
- التثنیة والجمع فی القرآن
- الوقف و الإبتدا
- اختلاف أهل الکوفة والبصرة والشام فی المصاحف
- اللغات
- النوادر
- الواو
- المقصود و الممدود
- المذکّر والمؤنث
- فَعَلَ و أفعَلً
- کتاب الفاخر
- کتاب حروف المعجم
- آلة الکُتّاب
- یافع و یافعة
- ملازم
- الأیام و الیالی